# 国庆路 (扬州)
国庆路是江苏省扬州市的一条重要街道，南北走向，南到甘泉路、广陵路十字路口，北到盐阜路，长1000余米，宽12米，与扬州市东西主干道文昌中路交汇。
今日的国庆路是1951年拓宽街道的产物。自此以后，一直保持12米的宽度。
国庆路南端，南到甘泉路（旧名多子街）、广陵路（旧名左卫街）十字路口，北到参府街，原名辕门桥，自清代至1980年代曾长期为扬州最繁盛的商业区，商铺林立。
国庆路南自参府街，北至雀笼巷、马神庙巷，原名教场街，此处在明代为练兵场地和营房，至清代演变为商业区，南北两端各设一过街牌楼。
国庆路南自雀笼巷、马神庙巷，北至贤良街（今萃园路）、古旗亭街路口，原名鹅颈项湾。
国庆路南自贤良街（今萃园路）、古旗亭街路口，北至东关街，原名运司街。中间与探花巷、运司公廨巷交汇。路西为两淮都转运盐使司衙署。在其门外又设有东、南、北三面圈门拱卫，以保库银安全。迎熏门、拱极门分别位于运司街的南北两端，东圈门则位于东圈门街西端。运司街上还曾有“民生永赖”和“国计攸关”两座木结构牌楼。盐运司衙署门厅五开间，连同其门前石狮保留至今，为扬州市文物保护单位。运司街上原有财神庙（北端）、都土地庙、谢太傅祠等庙宇，1951年拓宽道路时被拆。唯有浸礼会的贤良街礼拜堂得以保留，被水产公司占用，1982年交还教会，目前亦为扬州市文物保护单位。
国庆路北段原为樊家园，1951年打通。